# Liga Mexicana de Baloncesto Profesional Femenil 2022
La Temporada 2022 de la LMBPF es la novena edición de la Liga Mexicana de Baloncesto Profesional Femenil, la cual inicio el sábado 26 de febrero de dicho año.
Durante noviembre del 2021 se llevó a cabo la Junta Previa de Presidentes, realizada en Aguascalientes, Aguascalientes, en la que se tomaron decisiones de cara al arranque de temporada 2022. 
Ahí se determinó la participación de 14 equipos, cuatro más con respecto a la temporada previa en la que se tuvieron a 10 escuadras. El sistema de competencia será el mismo que en los años recientes: todos los equipos divididos en dos zonas, Nacional y Mexicana, de las cuales saldrán cuatro calificados de cada una de ellas, divididos en semifinales y finales de zona, filtros para definir a los dos equipos que disputarán las Finales de la LMBPF 2022.
La fase regular se desarrollará del fin de semana del 26 y 27 de febrero al 4 y 5 de junio, con seis series como local y seis de visitante para cada equipo, además de dos descansos. El Juego de Estrellas se llevará a cabo entre el 16 y 17 de abril, en una sede por confirmar.
Los playoffs se llevarán a cabo los días 11, 18 y 19 de junio en su fase de semifinales de conferencia; 25 de junio, 2 y 3 de julio la final de conferencia; y los días 9, 10, 16, 17 y 23 de julio la final por el título.
La clasificación final de los equipos perdedores en las distintas fases de eliminación directa, se determinará por diferencia de puntos a lo largo de la temporada.

## Eventos destacados
- Los equipos de Aztks del Estado de México y Marineras de Puerto Vallarta dejaron de participar para esta temporada.
- Para esta campaña se incorporaron seis equipos de nuevo ingreso, los cuales provienen del norte del país. Se trata de Atléticas de Monterrey, Leñadoras de Durango, Phoenix de Monterrey, Plebes de Mazatlán, Regias de Monterrey y Teporacas de Chihuahua.

## Equipos
| Liga Mexicana de Baloncesto Profesional de México 2022 |                         |                     |                                      |               |                                                            |
| Conferencia                                            | Equipo                  | Entrenador          | Ciudad                               | Miembro desde | Pabellón                                                   |
| Nacional                                               | Atléticas de Monterrey  | Héctor Santos       | Monterrey, Nuevo León                | 2022          | Gimnasio CEU                                               |
| Nacional                                               | Algodoneras de Torreón  | Ricardo Vázquez     | Torreón, Coahuila                    | 2021          | Auditorio Municipal de Torreón                             |
| Nacional                                               | Leñadoras de Durango    | Pedro Guzmán        | Durango, Durango                     | 2022          | Auditorio del Pueblo                                       |
| Nacional                                               | Lobas de Aguascalientes | Alejandro Martínez  | Aguascalientes, Aguascalientes       | 2015          | Auditorio Hermanos Carreón Gimnasio Norberto Mena Martínez |
| Nacional                                               | Racers de Saltillo      | Miguel Mendoza      | Saltillo, Coahuila                   | 2021          | Gimnasio Nazario Ortiz Garza                               |
| Nacional                                               | Regias de Santiago      | Óscar Espitia       | Santiago, Nuevo León                 | 2022          | Gimnasio Polivalente                                       |
| Nacional                                               | Teporacas de Chihuahua  | Ángel González      | Chihuahua, Chihuahua                 | 2022          | Gimnasio Rodrigo M. Quevedo                                |
| Mexicana                                               | Barreteras de Zacatecas | Eduardo Pérez       | Guadalupe, Zacatecas                 | 2019          | Auditorio Presidencia Municipal de Guadalupe               |
| Mexicana                                               | Escaramuzas de Jalisco  | Carlos Gorosito     | Guadalajara, Jalisco                 | 2019          | Domo CODE Alcalde                                          |
| Mexicana                                               | Mexcaltecas de Nayarit  | José Crespo         | Xalisco, Nayarit                     | 2014          | Mesón de los Deportes                                      |
| Mexicana                                               | Mieleras de Guanajuato  | José Carlo Villegas | Guanajuato, Guanajuato               | 2014          | Auditorio Municipal de Yerbabuena                          |
| Mexicana                                               | Phoenix de Monterrey    | Sandra Ramos        | San Nicolás de los Garza, Nuevo León | 2022          | Gimnasio José Navarro                                      |
| Mexicana                                               | Las Plebes de Mazatlán  | Vladimir Gutiérrez  | Mazatlán, Sinaloa                    | 2022          | Lobo Dome                                                  |
| Mexicana                                               | Quetzales Sajoma        | Gerardo Sánchez     | Ciudad de México                     | 2015          | Centro Multidisciplinario Santos Degollado                 |

## Temporada 2022

### Resultados
| Jornada 1               | Jornada 1 | Jornada 1                 | Jornada 1                                    | Jornada 1     | Jornada 1 | Jornada 1 |
| Local                   | Resultado | Visitante                 | Estadio                                      | Fecha         | Hora      |           |
| ----------------------- | --------- | ------------------------- | -------------------------------------------- | ------------- | --------- | --------- |
| Barreteras de Zacatecas | 72-75     | Mexcaltecas de Nayarit    | Auditorio Presidencia Municipal de Guadalupe | 26 de febrero | 18:00     |           |
| Lobas de Aguascalientes | 76-57     | Teporacas de Chihuahua    | Auditorio Hermanos Carreón                   | 26 de febrero | 19:00     |           |
| Mieleras de Guanajuato  | 94-67     | Quetzales Sajoma          | Auditorio Municipal de Yerbabuena            | 26 de febrero | 19:00     |           |
| Phoenix de Monterrey    | 60-53     | Las Plebes de Mazatlán    | Gimnasio José Navarro                        | 26 de febrero | 19:00     |           |
| Leñadoras de Durango    | 75-72     | Atléticas de Monterrey    | Auditorio del Pueblo                         | 26 de febrero | 20:00     |           |
| Regias de Santiago      | 60-53     | Algodoneras de la Comarca | Gimnasio Polivalente                         | 26 de febrero | 20:00     |           |

| Jornada 2               | Jornada 2 | Jornada 2                 | Jornada 2                                    | Jornada 2     | Jornada 2 | Jornada 2 |
| Local                   | Resultado | Visitante                 | Estadio                                      | Fecha         | Hora      |           |
| ----------------------- | --------- | ------------------------- | -------------------------------------------- | ------------- | --------- | --------- |
| Regias de Santiago      | 83-69     | Algodoneras de la Comarca | Gimnasio Polivalente                         | 27 de febrero | 12:00     |           |
| Phoenix de Monterrey    | 51-54     | Las Plebes de Mazatlán    | Gimnasio José Navarro                        | 27 de febrero | 12:00     |           |
| Barreteras de Zacatecas | 78-80     | Mexcaltecas de Nayarit    | Auditorio Presidencia Municipal de Guadalupe | 27 de febrero | 12:30     |           |
| Leñadoras de Durango    | 52-70     | Atléticas de Monterrey    | Auditorio del Pueblo                         | 27 de febrero | 13:00     |           |
| Mieleras de Guanajuato  | 86-63     | Quetzales Sajoma          | Auditorio Municipal de Yerbabuena            | 27 de febrero | 13:00     |           |
| Lobas de Aguascalientes | 74-65     | Teporacas de Chihuahua    | Auditorio Hermanos Carreón                   | 27 de febrero | 14:00     |           |

| Jornada 3               | Jornada 3 | Jornada 3               | Jornada 3                                    | Jornada 3  | Jornada 3 | Jornada 3 |
| Local                   | Resultado | Visitante               | Estadio                                      | Fecha      | Hora      |           |
| ----------------------- | --------- | ----------------------- | -------------------------------------------- | ---------- | --------- | --------- |
| Mexcaltecas de Nayarit  | 67-69     | Quetzales Sajoma        | Mesón de los Deportes                        | 5 de marzo | 17:00     |           |
| Escaramuzas de Jalisco  | 55-63     | Phoenix de Monterrey    | Domo CODE Alcalde                            | 5 de marzo | 17:00     |           |
| Barreteras de Zacatecas | 72-75     | Mieleras de Guanajuato  | Auditorio Presidencia Municipal de Guadalupe | 5 de marzo | 18:00     |           |
| Atléticas de Monterrey  | 62-51     | Teporacas de Chihuahua  | Gimnasio CEU                                 | 5 de marzo | 19:00     |           |
| Racers de Saltillo      | 56-113    | Regias de Santiago      | Gimnasio Municipal de Saltillo               | 5 de marzo | 19:00     |           |
| Leñadoras de Durango    | 70-77     | Lobas de Aguascalientes | Auditorio del Pueblo                         | 5 de marzo | 20:00     |           |

| Jornada 4               | Jornada 4 | Jornada 4               | Jornada 4                                    | Jornada 4  | Jornada 4 | Jornada 4 |
| Local                   | Resultado | Visitante               | Estadio                                      | Fecha      | Hora      |           |
| ----------------------- | --------- | ----------------------- | -------------------------------------------- | ---------- | --------- | --------- |
| Racers de Saltillo      | 46-74     | Regias de Santiago      | Gimnasio Municipal de Saltillo               | 6 de marzo | 12:00     |           |
| Mexcaltecas de Nayarit  | 68-58     | Quetzales Sajoma        | Mesón de los Deportes                        | 6 de marzo | 12:00     |           |
| Barreteras de Zacatecas | 71-76     | Mieleras de Guanajuato  | Auditorio Presidencia Municipal de Guadalupe | 6 de marzo | 12:30     |           |
| Leñadoras de Durango    | 61-82     | Lobas de Aguascalientes | Auditorio del Pueblo                         | 6 de marzo | 13:00     |           |
| Atléticas de Monterrey  | 69-68     | Teporacas de Chihuahua  | Gimnasio CEU                                 | 6 de marzo | 13:00     |           |
| Escaramuzas de Jalisco  | 63-59     | Phoenix de Monterrey    | Domo CODE Alcalde                            | 6 de marzo | 13:00     |           |

| Jornada 5               | Jornada 5 | Jornada 5               | Jornada 5                                  | Jornada 5   | Jornada 5 | Jornada 5 |
| Local                   | Resultado | Visitante               | Estadio                                    | Fecha       | Hora      |           |
| ----------------------- | --------- | ----------------------- | ------------------------------------------ | ----------- | --------- | --------- |
| Algodoneras de Torreón  | 70-32     | Racers de Saltillo      | Auditorio Municipal de Torreón             | 11 de marzo | 19:00     |           |
| Quetzales Sajoma        | 94-86     | Barreteras de Zacatecas | Centro Multidisciplinario Santos Degollado | 12 de marzo | 18:00     |           |
| Lobas de Aguascalientes | 91-65     | Atléticas de Monterrey  | Auditorio Hermanos Carreón                 | 12 de marzo | 19:00     |           |
| Teporacas de Chihuahua  | 63-53     | Leñadoras de Durango    | Gimnasio Rodrigo M. Quevedo                | 12 de marzo | 19:00     |           |
| Mieleras de Guanajuato  | 78-75     | Mexcaltecas de Nayarit  | Auditorio Municipal de Yerbabuena          | 12 de marzo | 19:00     |           |
| Las Plebes de Mazatlán  | 65-82     | Escaramuzas de Jalisco  | Lobo Dome                                  | 12 de marzo | 20:00     |           |

| Jornada 6               | Jornada 6 | Jornada 6               | Jornada 6                                  | Jornada 6   | Jornada 6 | Jornada 6 |
| Local                   | Resultado | Visitante               | Estadio                                    | Fecha       | Hora      |           |
| ----------------------- | --------- | ----------------------- | ------------------------------------------ | ----------- | --------- | --------- |
| Algodoneras de Torreón  | 68-58     | Racers de Saltillo      | Auditorio Municipal de Torreón             | 12 de marzo | 19:00     |           |
| Quetzales Sajoma        | 79-73     | Barreteras de Zacatecas | Centro Multidisciplinario Santos Degollado | 13 de marzo | 13:00     |           |
| Mieleras de Guanajuato  | 78-52     | Mexcaltecas de Nayarit  | Auditorio Municipal de Yerbabuena          | 13 de marzo | 13:00     |           |
| Lobas de Aguascalientes | 86-69     | Atléticas de Monterrey  | Auditorio Hermanos Carreón                 | 13 de marzo | 14:00     |           |
| Las Plebes de Mazatlán  | 0-20      | Escaramuzas de Jalisco  | Lobo Dome                                  | 13 de marzo | 14:00     |           |
| Teporacas de Chihuahua  | 69-59     | Leñadoras de Durango    | Gimnasio Rodrigo M. Quevedo                | 13 de marzo | 17:00     |           |

| Jornada 7              | Jornada 7 | Jornada 7               | Jornada 7                      | Jornada 7   | Jornada 7 | Jornada 7 |
| Local                  | Resultado | Visitante               | Estadio                        | Fecha       | Hora      |           |
| ---------------------- | --------- | ----------------------- | ------------------------------ | ----------- | --------- | --------- |
| Escaramuzas de Jalisco | 61-58     | Barreteras de Zacatecas | Domo CODE Alcalde              | 19 de marzo | 17:00     |           |
| Las Plebes de Mazatán  | 95-94     | Quetzales Sajoma        | Lobo Dome                      | 19 de marzo | 18:00     |           |
| Algodoneras de Torreón | 44-66     | Teporacas de Chihuahua  | Auditorio Municipal de Torreón | 19 de marzo | 19:00     |           |
| Racers de Saltillo     | 58-89     | Leñadoras de Durango    | Gimnasio Nazario Ortiz Garza   | 19 de marzo | 19:00     |           |
| Phoenix de Monterrey   | 67-107    | Mieleras de Guanajuato  | Gimnasio José Navarro          | 19 de marzo | 19:00     |           |
| Regias de Santiago     | 86-71     | Lobas de Aguascalientes | Gimnasio Polivalente           | 19 de marzo | 20:00     |           |

| Jornada 8              | Jornada 8 | Jornada 8               | Jornada 8                      | Jornada 8   | Jornada 8 | Jornada 8 |
| Local                  | Resultado | Visitante               | Estadio                        | Fecha       | Hora      |           |
| ---------------------- | --------- | ----------------------- | ------------------------------ | ----------- | --------- | --------- |
| Regias de Santiago     | 73-65     | Lobas de Aguascalientes | Gimnasio Polivalente           | 20 de marzo | 12:00     |           |
| Phoenix de Monterrey   | 53-97     | Mieleras de Guanajuato  | Gimnasio José Navarro          | 20 de marzo | 12:00     |           |
| Las Plebes de Mazatán  | 81-77     | Quetzales Sajoma        | Lobo Dome                      | 20 de marzo | 12:00     |           |
| Algodoneras de Torreón | 54-55     | Teporacas de Chihuahua  | Auditorio Municipal de Torreón | 20 de marzo | 13:00     |           |
| Racers de Saltillo     | 57-66     | Leñadoras de Durango    | Gimnasio Nazario Ortiz Garza   | 20 de marzo | 13:00     |           |
| Escaramuzas de Jalisco | 61-57     | Barreteras de Zacatecas | Domo CODE Alcalde              | 20 de marzo | 13:00     |           |

| Jornada 9               | Jornada 9    | Jornada 9              | Jornada 9                                  | Jornada 9   | Jornada 9 | Jornada 9 |
| Local                   | Resultado    | Visitante              | Estadio                                    | Fecha       | Hora      |           |
| ----------------------- | ------------ | ---------------------- | ------------------------------------------ | ----------- | --------- | --------- |
| Mexcaltecas de Nayarit  | 20-0 DEFAULT | Phoenix de Monterrey   | Mesón de los Deportes                      | 26 de marzo | 17:00     |           |
| Quetzales Sajoma        | 65-79        | Escaramuzas de Jalisco | Centro Multidisciplinario Santos Degollado | 26 de marzo | 18:00     |           |
| Lobas de Aguascalientes | 83-67        | Algodoneras de Torreón | Gimnasio "Hermanos Carreón"                | 26 de marzo | 19:00     |           |
| Teporacas de Chihuahua  | 88-55        | Racers de Saltillo     | Gimnasio Rodrigo M. Quevedo                | 26 de marzo | 19:00     |           |
| Atléticas de Monterrey  | 51-61        | Regias de Santiago     | Gimnasio CEU                               | 26 de marzo | 19:00     |           |
| Mieleras de Guanajuato  | 100-52       | Las Plebes de Mazatán  | Auditorio Municipal de Yerbabuena          | 26 de marzo | 19:00     |           |

| Jornada 10              | Jornada 10 | Jornada 10             | Jornada 10                                 | Jornada 10  | Jornada 10 | Jornada 10 |
| Local                   | Resultado  | Visitante              | Estadio                                    | Fecha       | Hora       |            |
| ----------------------- | ---------- | ---------------------- | ------------------------------------------ | ----------- | ---------- | ---------- |
| Atléticas de Monterrey  | 54-73      | Regias de Santiago     | Gimnasio CEU                               | 27 de marzo | 13:00      |            |
| Mieleras de Guanajuato  | 109-63     | Las Plebes de Mazatán  | Auditorio Municipal de Yerbabuena          | 27 de marzo | 13:00      |            |
| Quetzales Sajoma        | 89-85      | Escaramuzas de Jalisco | Centro Multidisciplinario Santos Degollado | 27 de marzo | 13:00      |            |
| Lobas de Aguascalientes | 85-82      | Algodoneras de Torreón | Gimnasio "Hermanos Carreón"                | 27 de marzo | 14:00      |            |
| Mexcaltecas de Nayarit  | 78-54      | Phoenix de Monterrey   | Mesón de los Deportes                      | 27 de marzo | 16:00      |            |
| Teporacas de Chihuahua  | 89-55      | Racers de Saltillo     | Gimnasio Rodrigo M. Quevedo                | 27 de marzo | 17:00      |            |

| Jornada 11             | Jornada 11 | Jornada 11              | Jornada 11                     | Jornada 11 | Jornada 11 | Jornada 11 |
| Local                  | Resultado  | Visitante               | Estadio                        | Fecha      | Hora       |            |
| ---------------------- | ---------- | ----------------------- | ------------------------------ | ---------- | ---------- | ---------- |
| Escaramuzas de Jalisco | 67-72      | Mieleras de Guanajuato  | Domo CODE Alcalde              | 2 de abril | 17:00      |            |
| Las Plebes de Mazatán  | 67-68      | Mexcaltecas de Nayarit  | Lobo Dome                      | 2 de abril | 18:00      |            |
| Racers de Saltillo     | 63-81      | Lobas de Aguascalientes | Gimnasio Nazario Ortiz Garza   | 2 de abril | 19:00      |            |
| Algodoneras de Torreón | 52-55      | Atléticas de Monterrey  | Auditorio Municipal de Torreón | 2 de abril | 19:00      |            |
| Phoenix de Monterrey   | 51-72      | Barreteras de Zacatecas | Gimnasio José Navarro          | 2 de abril | 19:00      |            |
| Regias de Santiago     | 90-62      | Leñadoras de Durango    | Gimnasio Polivalente           | 2 de abril | 20:00      |            |

| Jornada 12             | Jornada 12 | Jornada 12              | Jornada 12                     | Jornada 12 | Jornada 12 | Jornada 12 |
| Local                  | Resultado  | Visitante               | Estadio                        | Fecha      | Hora       |            |
| ---------------------- | ---------- | ----------------------- | ------------------------------ | ---------- | ---------- | ---------- |
| Racers de Saltillo     | 77-84      | Lobas de Aguascalientes | Gimnasio Nazario Ortiz Garza   | 3 de abril | 12:00      |            |
| Regias de Santiago     | 82-68      | Leñadoras de Durango    | Gimnasio Polivalente           | 3 de abril | 12:00      |            |
| Phoenix de Monterrey   | 38-72      | Barreteras de Zacatecas | Gimnasio José Navarro          | 3 de abril | 12:00      |            |
| Las Plebes de Mazatán  | 63-71      | Mexcaltecas de Nayarit  | Lobo Dome                      | 3 de abril | 12:00      |            |
| Algodoneras de Torreón | 72-59      | Atléticas de Monterrey  | Auditorio Municipal de Torreón | 3 de abril | 13:00      |            |
| Escaramuzas de Jalisco | 62-87      | Mieleras de Guanajuato  | Domo CODE Alcalde              | 3 de abril | 13:00      |            |

| Jornada 13              | Jornada 13 | Jornada 13             | Jornada 13                                   | Jornada 13 | Jornada 13 | Jornada 13 |
| Local                   | Resultado  | Visitante              | Estadio                                      | Fecha      | Hora       |            |
| ----------------------- | ---------- | ---------------------- | -------------------------------------------- | ---------- | ---------- | ---------- |
| Leñadoras de Durango    | 63-87      | Algodoneras de Torreón | Auditorio del Pueblo                         | 8 de abril | 20:00      |            |
| Mexcaltecas de Nayarit  | 67-69      | Escaramuzas de Jalisco | Mesón de los Deportes                        | 9 de abril | 17:00      |            |
| Barreteras de Zacatecas | 107-56     | Las Plebes de Mazatán  | Auditorio Presidencia Municipal de Guadalupe | 9 de abril | 18:00      |            |
| Teporacas de Chihuahua  | 72-53      | Regias de Santiago     | Gimnasio Rodrigo M. Quevedo                  | 9 de abril | 19:00      |            |
| Atléticas de Monterrey  | 75-56      | Racers de Saltillo     | Gimnasio CEU                                 | 9 de abril | 19:00      |            |
| Quetzales Sajoma        | 20-0       | Phoenix de Monterrey   | Centro Multidisciplinario Santos Degollado   | Pospuesto  |            |            |

| Jornada 14              | Jornada 14 | Jornada 14             | Jornada 14                                   | Jornada 14  | Jornada 14 | Jornada 14 |
| Local                   | Resultado  | Visitante              | Estadio                                      | Fecha       | Hora       |            |
| ----------------------- | ---------- | ---------------------- | -------------------------------------------- | ----------- | ---------- | ---------- |
| Leñadoras de Durango    | 53-64      | Algodoneras de Torreón | Auditorio del Pueblo                         | 9 de abril  | 20:00      |            |
| Barreteras de Zacatecas | 77-69      | Las Plebes de Mazatán  | Auditorio Presidencia Municipal de Guadalupe | 10 de abril | 12:30      |            |
| Atléticas de Monterrey  | 82-73      | Racers de Saltillo     | Gimnasio CEU                                 | 10 de abril | 13:00      |            |
| Mexcaltecas de Nayarit  | 63-76      | Escaramuzas de Jalisco | Mesón de los Deportes                        | 10 de abril | 16:00      |            |
| Teporacas de Chihuahua  | 65-76      | Regias de Santiago     | Gimnasio Rodrigo M. Quevedo                  | 10 de abril | 17:00      |            |
| Quetzales Sajoma        | 20-0       | Phoenix de Monterrey   | Centro Multidisciplinario Santos Degollado   | Pospuesto   |            |            |

| Jornada 15                | Jornada 15 | Jornada 15              | Jornada 15                                 | Jornada 15  | Jornada 15 | Jornada 15 |
| Local                     | Resultado  | Visitante               | Estadio                                    | Fecha       | Hora       |            |
| ------------------------- | ---------- | ----------------------- | ------------------------------------------ | ----------- | ---------- | ---------- |
| Mexcaltecas de Nayarit    | 68-72      | Barreteras de Zacatecas | Mesón de los Deportes                      | 23 de abril | 17:00      |            |
| Quetzales Sajoma          | 84-101     | Mieleras de Guanajuato  | Centro Multidisciplinario Santos Degollado | 23 de abril | 18:00      |            |
| Las Plebes de Mazatlán    | 101-44     | Phoenix de Monterrey    | Lobo Dome                                  | 23 de abril | 18:00      |            |
| Teporacas de Chihuahua    | 85-73      | Lobas de Aguascalientes | Gimnasio Rodrigo M. Quevedo                | 23 de abril | 19:00      |            |
| Atléticas de Monterrey    | 67-49      | Leñadoras de Durango    | Gimnasio CEU                               | 23 de abril | 19:00      |            |
| Algodoneras de la Comarca | 47-75      | Regias de Santiago      | Auditorio Municipal de Torreón             | 23 de abril | 19:00      |            |

| Jornada 16                | Jornada 16 | Jornada 16              | Jornada 16                                 | Jornada 16  | Jornada 16 | Jornada 16 |
| Local                     | Resultado  | Visitante               | Estadio                                    | Fecha       | Hora       |            |
| ------------------------- | ---------- | ----------------------- | ------------------------------------------ | ----------- | ---------- | ---------- |
| Las Plebes de Mazatlán    | 67-41      | Phoenix de Monterrey    | Lobo Dome                                  | 24 de abril | 12:00      |            |
| Atléticas de Monterrey    | 54-44      | Leñadoras de Durango    | Gimnasio CEU                               | 24 de abril | 13:00      |            |
| Algodoneras de la Comarca | 58-81      | Regias de Santiago      | Auditorio Municipal de Torreón             | 24 de abril | 13:00      |            |
| Quetzales Sajoma          | 89-93      | Mieleras de Guanajuato  | Centro Multidisciplinario Santos Degollado | 24 de abril | 13:00      |            |
| Mexcaltecas de Nayarit    | 72-68      | Barreteras de Zacatecas | Mesón de los Deportes                      | 24 de abril | 16:00      |            |
| Teporacas de Chihuahua    | 55-61      | Lobas de Aguascalientes | Gimnasio Rodrigo M. Quevedo                | 24 de abril | 17:00      |            |

| Jornada 17              | Jornada 17 | Jornada 17              | Jornada 17                                 | Jornada 17  | Jornada 17 | Jornada 17 |
| Local                   | Resultado  | Visitante               | Estadio                                    | Fecha       | Hora       |            |
| ----------------------- | ---------- | ----------------------- | ------------------------------------------ | ----------- | ---------- | ---------- |
| Quetzales Sajoma        | 83-75      | Mexcaltecas de Nayarit  | Centro Multidisciplinario Santos Degollado | 30 de abril | 18:00      |            |
| Lobas de Aguascalientes | 81-59      | Leñadoras de Durango    | Gimnasio "Hermanos Carreón"                | 30 de abril | 19:00      |            |
| Teporacas de Chihuahua  | 70-44      | Atléticas de Monterrey  | Gimnasio Rodrigo M. Quevedo                | 30 de abril | 19:00      |            |
| Mieleras de Guanajuato  | 77-69      | Barreteras de Zacatecas | Auditorio Municipal de Yerbabuena          | 30 de abril | 19:00      |            |
| Phoenix de Monterrey    | 49-91      | Escaramuzas de Jalisco  | Gimnasio José Navarro                      | 30 de abril | 19:00      |            |
| Regias de Santiago      | 79-42      | Racers de Saltillo      | Gimnasio Polivalente                       | 30 de abril | 20:00      |            |

| Jornada 18              | Jornada 18 | Jornada 18              | Jornada 18                                 | Jornada 18 | Jornada 18 | Jornada 18 |
| Local                   | Resultado  | Visitante               | Estadio                                    | Fecha      | Hora       |            |
| ----------------------- | ---------- | ----------------------- | ------------------------------------------ | ---------- | ---------- | ---------- |
| Regias de Santiago      | 71-37      | Racers de Saltillo      | Gimnasio Polivalente                       | 1 de mayo  | 12:00      |            |
| Phoenix de Monterrey    | 40-74      | Escaramuzas de Jalisco  | Gimnasio José Navarro                      | 1 de mayo  | 12:00      |            |
| Lobas de Aguascalientes | 77-65      | Leñadoras de Durango    | Gimnasio "Hermanos Carreón"                | 1 de mayo  | 13:00      |            |
| Mieleras de Guanajuato  | 88-67      | Barreteras de Zacatecas | Auditorio Municipal de Yerbabuena          | 1 de mayo  | 13:00      |            |
| Quetzales Sajoma        | 95-72      | Mexcaltecas de Nayarit  | Centro Multidisciplinario Santos Degollado | 1 de mayo  | 13:00      |            |
| Teporacas de Chihuahua  | 76-48      | Atléticas de Monterrey  | Gimnasio Rodrigo M. Quevedo                | 1 de mayo  | 17:00      |            |

| Jornada 19              | Jornada 19 | Jornada 19              | Jornada 19                                   | Jornada 19 | Jornada 19 | Jornada 19 |
| Local                   | Resultado  | Visitante               | Estadio                                      | Fecha      | Hora       |            |
| ----------------------- | ---------- | ----------------------- | -------------------------------------------- | ---------- | ---------- | ---------- |
| Leñadoras de Durango    | 53-74      | Teporacas de Chihuahua  | Auditorio del Pueblo                         | 6 de mayo  | 20:00      |            |
| Mexcaltecas de Nayarit  | 55-81      | Mieleras de Guanajuato  | Mesón de los Deportes                        | 7 de mayo  | 17:00      |            |
| Escaramuzas de Jalisco  | 70-58      | Las Plebes de Mazatlán  | Domo CODE Alcalde                            | 7 de mayo  | 17:00      |            |
| Barreteras de Zacatecas | 73-62      | Quetzales Sajoma        | Auditorio Presidencia Municipal de Guadalupe | 7 de mayo  | 18:00      |            |
| Atléticas de Monterrey  | 57-51      | Lobas de Aguascalientes | Gimnasio CEU                                 | 7 de mayo  | 19:00      |            |
| Racers de Saltillo      | 72-70      | Algodoneras de Torreón  | Gimnasio Nazario Ortiz Garza                 | 7 de mayo  | 19:00      |            |

| Jornada 20              | Jornada 20 | Jornada 20              | Jornada 20                                   | Jornada 20 | Jornada 20 | Jornada 20 |
| Local                   | Resultado  | Visitante               | Estadio                                      | Fecha      | Hora       |            |
| ----------------------- | ---------- | ----------------------- | -------------------------------------------- | ---------- | ---------- | ---------- |
| Leñadoras de Durango    | 44-69      | Teporacas de Chihuahua  | Auditorio del Pueblo                         | 7 de mayo  | 20:00      |            |
| Racers de Saltillo      | 68-65      | Algodoneras de Torreón  | Gimnasio Nazario Ortiz Garza                 | 8 de mayo  | 12:00      |            |
| Barreteras de Zacatecas | 64-80      | Quetzales Sajoma        | Auditorio Presidencia Municipal de Guadalupe | 8 de mayo  | 12:30      |            |
| Atléticas de Monterrey  | 62-59      | Lobas de Aguascalientes | Gimnasio CEU                                 | 8 de mayo  | 13:00      |            |
| Escaramuzas de Jalisco  | 78-59      | Las Plebes de Mazatlán  | Domo CODE Alcalde                            | 8 de mayo  | 13:00      |            |
| Mexcaltecas de Nayarit  | 55-101     | Mieleras de Guanajuato  | Mesón de los Deportes                        | 8 de mayo  | 16:00      |            |

| Jornada 21              | Jornada 21 | Jornada 21             | Jornada 21                                   | Jornada 21 | Jornada 21 | Jornada 21 |
| Local                   | Resultado  | Visitante              | Estadio                                      | Fecha      | Hora       |            |
| ----------------------- | ---------- | ---------------------- | -------------------------------------------- | ---------- | ---------- | ---------- |
| Leñadoras de Durango    | 83-54      | Racers de Saltillo     | Auditorio del Pueblo                         | 13 de mayo | 20:00      |            |
| Quetzales Sajoma        | 93-82      | Las Plebes de Mazatán  | Centro Multidisciplinario Santos Degollado   | 14 de mayo | 18:00      |            |
| Barreteras de Zacatecas | 82-65      | Escaramuzas de Jalisco | Auditorio Presidencia Municipal de Guadalupe | 14 de mayo | 18:00      |            |
| Lobas de Aguascalientes | 59-80      | Regias de Santiago     | Gimnasio Norberto Mena Martínez              | 14 de mayo | 19:00      |            |
| Teporacas de Chihuahua  | 100-58     | Algodoneras de Torreón | Gimnasio Rodrigo M. Quevedo                  | 14 de mayo | 19:00      |            |
| Mieleras de Guanajuato  | 119-35     | Phoenix de Monterrey   | Auditorio Municipal de Yerbabuena            | 14 de mayo | 19:00      |            |

| Jornada 22              | Jornada 22 | Jornada 22             | Jornada 22                                   | Jornada 22 | Jornada 22 | Jornada 22 |
| Local                   | Resultado  | Visitante              | Estadio                                      | Fecha      | Hora       |            |
| ----------------------- | ---------- | ---------------------- | -------------------------------------------- | ---------- | ---------- | ---------- |
| Leñadoras de Durango    | 76-43      | Racers de Saltillo     | Auditorio del Pueblo                         | 14 de mayo | 20:00      |            |
| Barreteras de Zacatecas | 72-70      | Escaramuzas de Jalisco | Auditorio Presidencia Municipal de Guadalupe | 15 de mayo | 12:30      |            |
| Mieleras de Guanajuato  | 115-42     | Phoenix de Monterrey   | Auditorio Municipal de Yerbabuena            | 15 de mayo | 13:00      |            |
| Quetzales Sajoma        | 102-78     | Las Plebes de Mazatán  | Centro Multidisciplinario Santos Degollado   | 15 de mayo | 13:00      |            |
| Lobas de Aguascalientes | 69-73      | Regias de Santiago     | Gimnasio Norberto Mena Martínez              | 15 de mayo | 14:00      |            |
| Teporacas de Chihuahua  | 88-34      | Algodoneras de Torreón | Gimnasio Rodrigo M. Quevedo                  | 15 de mayo | 17:00      |            |

| Jornada 23             | Jornada 23 | Jornada 23              | Jornada 23                     | Jornada 23 | Jornada 23 | Jornada 23 |
| Local                  | Resultado  | Visitante               | Estadio                        | Fecha      | Hora       |            |
| ---------------------- | ---------- | ----------------------- | ------------------------------ | ---------- | ---------- | ---------- |
| Escaramuzas de Jalisco | 60-64      | Quetzales Sajoma        | Domo CODE Alcalde              | 21 de mayo | 17:00      |            |
| Las Plebes de Mazatán  | 70-79      | Mieleras de Guanajuato  | Lobo Dome                      | 21 de mayo | 18:00      |            |
| Phoenix de Monterrey   | 42-96      | Mexcaltecas de Nayarit  | Gimnasio José Navarro          | 21 de mayo | 19:00      |            |
| Algodoneras de Torreón | 65-96      | Lobas de Aguascalientes | Auditorio Municipal de Torreón | 21 de mayo | 19:00      |            |
| Racers de Saltillo     | 46-79      | Teporacas de Chihuahua  | Gimnasio Nazario Ortiz Garza   | 21 de mayo | 19:00      |            |
| Regias de Santiago     | 89-56      | Atléticas de Monterrey  | Gimnasio Polivalente           | 21 de mayo | 20:00      |            |

| Jornada 24             | Jornada 24 | Jornada 24              | Jornada 24                     | Jornada 24 | Jornada 24 | Jornada 24 |
| Local                  | Resultado  | Visitante               | Estadio                        | Fecha      | Hora       |            |
| ---------------------- | ---------- | ----------------------- | ------------------------------ | ---------- | ---------- | ---------- |
| Las Plebes de Mazatán  | 63-96      | Mieleras de Guanajuato  | Lobo Dome                      | 22 de mayo | 12:00      |            |
| Phoenix de Monterrey   | 47-77      | Mexcaltecas de Nayarit  | Gimnasio José Navarro          | 22 de mayo | 12:00      |            |
| Regias de Santiago     | 77-44      | Atléticas de Monterrey  | Gimnasio Polivalente           | 22 de mayo | 12:00      |            |
| Racers de Saltillo     | 57-90      | Teporacas de Chihuahua  | Gimnasio Nazario Ortiz Garza   | 22 de mayo | 12:00      |            |
| Escaramuzas de Jalisco | 72-78      | Quetzales Sajoma        | Domo CODE Alcalde              | 22 de mayo | 13:00      |            |
| Algodoneras de Torreón | 47-76      | Lobas de Aguascalientes | Auditorio Municipal de Torreón | 22 de mayo | 13:00      |            |

| Jornada 25              | Jornada 25 | Jornada 25             | Jornada 25                                   | Jornada 25 | Jornada 25 | Jornada 25 |
| Local                   | Resultado  | Visitante              | Estadio                                      | Fecha      | Hora       |            |
| ----------------------- | ---------- | ---------------------- | -------------------------------------------- | ---------- | ---------- | ---------- |
| Mexcaltecas de Nayarit  | 88-70      | Las Plebes de Mazatán  | Mesón de los Deportes                        | 28 de mayo | 17:00      |            |
| Barreteras de Zacatecas | 101-32     | Phoenix de Monterrey   | Auditorio Presidencia Municipal de Guadalupe | 28 de mayo | 18:00      |            |
| Lobas de Aguascalientes | 106-72     | Racers de Saltillo     | Gimnasio Norberto Mena Martínez              | 28 de mayo | 19:00      |            |
| Atléticas de Monterrey  | 61-41      | Algodoneras de Torreón | Auditorio Municipal de Torreón               | 28 de mayo | 19:00      |            |
| Mieleras de Guanajuato  | 93-71      | Escaramuzas de Jalisco | Auditorio Municipal de Yerbabuena            | 28 de mayo | 19:00      |            |
| Leñadoras de Durango    | 56-76      | Regias de Santiago     | Auditorio del Pueblo                         | 28 de mayo | 20:00      |            |

| Jornada 26              | Jornada 26 | Jornada 26             | Jornada 26                                   | Jornada 26 | Jornada 26 | Jornada 26 |
| Local                   | Resultado  | Visitante              | Estadio                                      | Fecha      | Hora       |            |
| ----------------------- | ---------- | ---------------------- | -------------------------------------------- | ---------- | ---------- | ---------- |
| Barreteras de Zacatecas | 95-41      | Phoenix de Monterrey   | Auditorio Presidencia Municipal de Guadalupe | 29 de mayo | 12:30      |            |
| Atléticas de Monterrey  | 75-64      | Algodoneras de Torreón | Auditorio Municipal de Torreón               | 29 de mayo | 13:00      |            |
| Mieleras de Guanajuato  | 94-54      | Escaramuzas de Jalisco | Auditorio Municipal de Yerbabuena            | 29 de mayo | 13:00      |            |
| Lobas de Aguascalientes | 116-58     | Racers de Saltillo     | Gimnasio Norberto Mena Martínez              | 29 de mayo | 14:00      |            |
| Mexcaltecas de Nayarit  | 82-61      | Las Plebes de Mazatán  | Mesón de los Deportes                        | 29 de mayo | 16:00      |            |
| Leñadoras de Durango    | 58-106     | Regias de Santiago     | Auditorio del Pueblo                         | 29 de mayo | 20:00      |            |

| Jornada 27             | Jornada 27 | Jornada 27              | Jornada 27                     | Jornada 27 | Jornada 27 | Jornada 27 |
| Local                  | Resultado  | Visitante               | Estadio                        | Fecha      | Hora       |            |
| ---------------------- | ---------- | ----------------------- | ------------------------------ | ---------- | ---------- | ---------- |
| Escaramuzas de Jalisco | 68-43      | Mexcaltecas de Nayarit  | Domo CODE Alcalde              | 4 de junio | 17:00      |            |
| Las Plebes de Mazatán  | 69-97      | Barreteras de Zacatecas | Lobo Dome                      | 4 de junio | 18:00      |            |
| Algodoneras de Torreón | 61-56      | Leñadoras de Durango    | Auditorio Municipal de Torreón | 4 de junio | 19:00      |            |
| Racers de Saltillo     | 60-85      | Atléticas de Monterrey  | Gimnasio Nazario Ortiz Garza   | 4 de junio | 19:00      |            |
| Phoenix de Monterrey   | 65-74      | Quetzales Sajoma        | Gimnasio José Navarro          | 4 de junio | 19:00      |            |
| Regias de Santiago     | 93-49      | Teporacas de Chihuahua  | Gimnasio Polivalente           | 4 de junio | 20:00      |            |

| Jornada 28             | Jornada 28 | Jornada 28              | Jornada 28                     | Jornada 28 | Jornada 28 | Jornada 28 |
| Local                  | Resultado  | Visitante               | Estadio                        | Fecha      | Hora       |            |
| ---------------------- | ---------- | ----------------------- | ------------------------------ | ---------- | ---------- | ---------- |
| Regias de Santiago     | 70-55      | Teporacas de Chihuahua  | Gimnasio Polivalente           | 5 de junio | 12:00      |            |
| Racers de Saltillo     | 70-83      | Atléticas de Monterrey  | Gimnasio Nazario Ortiz Garza   | 5 de junio | 12:00      |            |
| Phoenix de Monterrey   | 25-82      | Quetzales Sajoma        | Gimnasio José Navarro          | 5 de junio | 12:00      |            |
| Las Plebes de Mazatán  | 59-97      | Barreteras de Zacatecas | Lobo Dome                      | 5 de junio | 12:00      |            |
| Algodoneras de Torreón | 61-56      | Leñadoras de Durango    | Auditorio Municipal de Torreón | 5 de junio | 13:00      |            |
| Escaramuzas de Jalisco | 68-66      | Mexcaltecas de Nayarit  | Domo CODE Alcalde              | 5 de junio | 13:00      |            |

### Clasificación
JJ = Juegos Jugados, JG = Juegos Ganados, JP = Juegos Perdidos, JD = Juegos Default, PF= Puntos a Favor, PC = Puntos en Contra, Dif. = Diferencia de Puntos, Ptos. = Puntos Obtenidos
| Conferencia Nacional |                         |    |    |    |    |      |      |      |       |
| Posición             | Equipo                  | JJ | JG | JP | JD | PF   | PC   | Dif. | Ptos. |
| 1                    | Mieleras de Guanajuato  | 24 | 24 | 0  | 0  | 2196 | 1518 | 678  | 48    |
| 2                    | Quetzales Sajoma        | 24 | 15 | 9  | 0  | 1781 | 1673 | 108  | 39    |
| 3                    | Escaramuzas de Jalisco  | 24 | 14 | 10 | 0  | 1621 | 1543 | 78   | 38    |
| 4                    | Mexcaltecas de Nayarit  | 24 | 12 | 12 | 0  | 1632 | 1618 | 14   | 36    |
| 5                    | Barreteras de Zacatecas | 24 | 12 | 12 | 0  | 1852 | 1598 | 254  | 36    |
| 6                    | Las Plebes de Mazatlán  | 24 | 5  | 18 | 1  | 1555 | 1883 | -328 | 28    |
| 7                    | Phoenix de Monterrey    | 24 | 2  | 19 | 3  | 999  | 1803 | -804 | 23    |

| Conferencia Mexicana |                         |    |    |    |      |      |      |       |
| Posición             | Equipo                  | JJ | JG | JP | PF   | PC   | Dif. | Ptos. |
| 1                    | Regias de Santiago      | 24 | 22 | 1  | 1922 | 1377 | 545  | 47    |
| 2                    | Lobas de Aguascalientes | 24 | 17 | 7  | 1882 | 1613 | 269  | 41    |
| 3                    | Teporacas de Chihuahua  | 24 | 16 | 8  | 1698 | 1411 | 287  | 40    |
| 4                    | Atléticas de Monterrey  | 24 | 14 | 10 | 1519 | 1563 | -44  | 38    |
| 5                    | Algodoneras de Torreón  | 24 | 7  | 17 | 1468 | 1684 | -216 | 31    |
| 6                    | Leñadoras de Durango    | 24 | 5  | 19 | 1470 | 1694 | -224 | 98    |
| 7                    | Racers de Saltillo      | 24 | 2  | 22 | 1365 | 1982 | -617 | 26    |

| Clasificado a los playoffs |

| Eliminado de los playoffs |

- Actualizada al 5 de junio de 2022.[3]

### Líderes

#### Puntos
| Jugador                        | Equipo                  | Promedio |
| ------------------------------ | ----------------------- | -------- |
| Clenia Noblet Salazar          | Quetzales Sajoma        | 23.4     |
| Yayma Boulet Peillon           | Lobas de Aguascalientes | 23.3     |
| Destiny Campbell               | Mieleras de Guanajuato  | 23.2     |
| Brittany Brianna Byrd          | Algodoneras de Torreón  | 22.4     |
| Sofía Alejandra Payán Martínez | Mexcaltecas de Nayarit  | 20.0     |

#### Rebotes
| Jugador                          | Equipo                  | Promedio |
| -------------------------------- | ----------------------- | -------- |
| Yayma Boulet Peillon             | Lobas de Aguascalientes | 11.0     |
| Clenia Noblet Salazar            | Quetzales Sajoma        | 10.9     |
| Yamilé Mireya Rodríguez Jiménez  | Atléticas de Monterrey  | 10.6     |
| Paola Alejandra Estrada Granados | Atléticas de Monterrey  | 10.1     |
| Alexis Johnson                   | Barreteras de Zacatecas | 8.9      |

#### Asistencias
| Jugador                              | Equipo                  | Promedio |
| ------------------------------------ | ----------------------- | -------- |
| Brisa Margarita Silva Rodríguez      | Mieleras de Guanajuato  | 5.7      |
| María Fernanda Fausto García         | Leñadoras de Durango    | 4.7      |
| Megan Nicole García                  | Barreteras de Zacatecas | 4.6      |
| Martha Alejandra Castillo Delgadillo | Mieleras de Guanajuato  | 3.9      |
| Paola Alejandra Estrada Granados     | Atléticas de Monterrey  | 3.7      |

 =  Cuenta con nacionalidad mexicana. 
- Actualizado al 5 de junio de 2022.

### Playoffs
|  | Semifinales de Conferencia | Semifinales de Conferencia | Semifinales de Conferencia |                         |   | Final de Conferencia     | Final de Conferencia     | Final de Conferencia     |  |   | Final                  | Final           | Final           |  |
|  | 11 - 19 de junio           | 11 - 19 de junio           | 11 - 19 de junio           |                         |   | 25 de junio - 3 de julio | 25 de junio - 3 de julio | 25 de junio - 3 de julio |  |   | 9 - 23 de julio        | 9 - 23 de julio | 9 - 23 de julio |  |
|  |                            |                            |                            |                         |   |                          |                          |                          |  |   |                        |                 |                 |  |
|  |                            |                            |                            |                         |   |                          |                          |                          |  |   |                        |                 |                 |  |
|  | 1                          | Mieleras de Guanajuato     | 2                          |                         |   |                          |                          |                          |  |   |                        |                 |                 |  |
|  | 1                          | Mieleras de Guanajuato     | 2                          |                         |   |                          |                          |                          |  |   |                        |                 |                 |  |
|  | 4                          | Mexcaltecas de Nayarit     | 0                          |                         |   |                          |                          |                          |  |   |                        |                 |                 |  |
|  | 4                          | Mexcaltecas de Nayarit     | 0                          |                         | 1 | Mieleras de Guanajuato   | 2                        |                          |  |   |                        |                 |                 |  |
|  | Conferencia Nacional       |                            |                            |                         | 1 | Mieleras de Guanajuato   | 2                        |                          |  |   |                        |                 |                 |  |
|  |                            |                            | 3                          | Escaramuzas de Jalisco  | 0 |                          |                          |                          |  |   |                        |                 |                 |  |
|  | 2                          | Quetzales Sajoma           | 3                          | Escaramuzas de Jalisco  | 0 | 1                        |                          |                          |  |   |                        |                 |                 |  |
|  | 2                          | Quetzales Sajoma           |                            |                         |   |                          |                          |                          |  |   |                        |                 |                 |  |
|  | 3                          | Escaramuzas de Jalisco     | 2                          |                         |   |                          |                          |                          |  |   |                        |                 |                 |  |
|  | 3                          | Escaramuzas de Jalisco     | 2                          |                         |   |                          |                          |                          |  | 1 | Mieleras de Guanajuato | 3               |                 |  |
|  |                            |                            |                            |                         |   |                          |                          |                          |  | 1 | Mieleras de Guanajuato | 3               |                 |  |
|  |                            |                            | 1                          | Regias de Santiago      | 2 |                          |                          |                          |  |   |                        |                 |                 |  |
|  | 1                          | Regias de Santiago         | 1                          | Regias de Santiago      | 2 | 2                        |                          |                          |  |   |                        |                 |                 |  |
|  | 1                          | Regias de Santiago         |                            |                         |   |                          |                          |                          |  |   |                        |                 |                 |  |
|  | 4                          | Atléticas de Monterrey     | 0                          |                         |   |                          |                          |                          |  |   |                        |                 |                 |  |
|  | 4                          | Atléticas de Monterrey     | 0                          |                         | 1 | Regias de Santiago       | 2                        |                          |  |   |                        |                 |                 |  |
|  | Conferencia Mexicana       |                            |                            |                         | 1 | Regias de Santiago       | 2                        |                          |  |   |                        |                 |                 |  |
|  |                            |                            | 2                          | Lobas de Aguascalientes | 1 |                          |                          |                          |  |   |                        |                 |                 |  |
|  | 2                          | Lobas de Aguascalientes    | 2                          | Lobas de Aguascalientes | 1 | 2                        |                          |                          |  |   |                        |                 |                 |  |
|  | 2                          | Lobas de Aguascalientes    |                            |                         |   |                          |                          |                          |  |   |                        |                 |                 |  |
|  | 3                          | Teporacas de Chihuahua     | 0                          |                         |   |                          |                          |                          |  |   |                        |                 |                 |  |
|  | 3                          | Teporacas de Chihuahua     | 0                          |                         |   |                          |                          |                          |  |   |                        |                 |                 |  |
|  |                            |                            |                            |                         |   |                          |                          |                          |  |   |                        |                 |                 |  |

#### Semifinales de Conferencia

##### Conferencia Nacional

###### (1) Mieleras de Guanajuato vs. (4) Mexcaltecas de Nayarit
| 12 de junio, 18:00 | Mieleras de Guanajuato                                                                     | 92–49                | Mexcaltecas de Nayarit                                                                                                | Guanajuato, Guanajuato                                                             |  |
|                    | Parciales: 23-13, 28-6, 16-15, 25-15                                                       |                      | |                                                                                    |  |
|                    | Estadísticas Brisa Margarita Silva Rodríguez (20) Akilah Bethel (12) Mayra Gil Ramírez (6) | Reporte Pts Reb Asts | Estadísticas Sofía Alejandra Payán Martínez (21) Mónica Alexia Cuevas Araujo (9) Brenda Angélica Salazar Avendaño (4) | Pabellón: La Colmena Árbitros: Jesús Alvarado Paulo Sierra Rodrigo Veillavelázquez |  |

| 13 de junio, 19:00 | Mieleras de Guanajuato                                                                            | 90–53                | Mexcaltecas de Nayarit                                                                                                  | Guanajuato, Guanajuato                                                            |  |
|                    | Parciales: 25-12, 18-9, 23-11, 24-21                                                              |                      | |                                                                                   |  |
|                    | Estadísticas Destiny Campbell (30) Destiny Campbell (15) Martha Alejandra Castillo Delgadillo (9) | Reporte Pts Reb Asts | Estadísticas Romina Betzabeth Berumen García (12) Fabiola Soledad Moreno Pérez (6) Brenda Angélica Salazar Avendaño (6) | Pabellón: La Colmena Árbitros: Alejandro Sandoval Manuel Espinoza Fernando Junior |  |

###### (2) Quetzales Sajoma vs. (3) Escaramuzas de Jalisco
| 11 de junio, 19:00 | Quetzales Sajoma                                                                           | 78–91                | Escaramuzas de Jalisco                                                                                  | Ciudad de México                                                                                 |  |
|                    | Parciales: 18-20, 18-21, 12-28, 30-22                                                      |                      | |                                                                                                  |  |
|                    | Estadísticas Clenia Noblet Salazar (26) C. Noblet, A. Palmore (7) Aniese Monay Palmore (7) | Reporte Pts Reb Asts | Estadísticas Jhoana Elizabeth Morán Ramírez (27) Chervelle Tequana Cox (13) Italivy Ramos Rodríguez (9) | Pabellón: Multidisciplinario Santos Degollado Árbitros: Jabin Zarco Iván Menéses Alejandro Calva |  |

| 12 de junio, 14:00 | Quetzales Sajoma                                                                        | 87–82                | Escaramuzas de Jalisco                                                                               | Ciudad de México                                                                                 |  |
|                    | Parciales: 25-26, 18-10, 17-23, 27-23                                                   |                      | |                                                                                                  |  |
|                    | Estadísticas Clenia Noblet Salazar (32) Clenia Noblet Salazar (17) Estela Gutiérrez (5) | Reporte Pts Reb Asts | Estadísticas Chervelle Tequana Cox (24) Chervelle Tequana Cox (7) Jhoana Elizabeth Morán Ramírez (9) | Pabellón: Multidisciplinario Santos Degollado Árbitros: Jabin Zarco Iván Menéses Alejandro Calva |  |

| 18 de junio, 17:00 | Escaramuzas de Jalisco                                                                                | 81–79                | Quetzales Sajoma                                                                           | Guadalajara, Jalisco                                                            |  |
|                    | Parciales: 15-17, 11-6, 22-31, 17-11 (T.E.: 16-14)                                                    |                      |                                                                                            |                                                                                 |  |
|                    | Estadísticas Chervelle Tequana Cox (37) Chervelle Tequana Cox (20) Jhoana Elizabeth Morán Ramírez (6) | Reporte Pts Reb Asts | Estadísticas Aniese Monay Palmore (24) Aniese Monaya Palmore (13) Aniese Monay Palmore (4) | Pabellón: Domo CODE Jalisco Árbitros: Lino Olmedo Emmanuel Ruíz Federico Ortega |  |

##### Conferencia Mexicana

###### (1) Regias de Santiago vs. (4) Atléticas de Monterrey
| 16 de junio, 20:00 | Atléticas de Monterrey                                                                                              | 49–74                | Regias de Santiago                                                                                         | Monterrey, Nuevo León                                                       |  |
|                    | Parciales: 9-25, 11-15, 13-21, 16-13                                                                                |                      | |                                                                             |  |
|                    | Estadísticas Yamile Mireya Rodríguez Jiménez (14) Yamile Mireya Rodríguez Jiménez (10) Lisdeyvi Martínez Valdéz (6) | Reporte Pts Reb Asts | Estadísticas Ana Karen Bernal Armendariz (18) Sandra Anahy Sánchez Paz (10) Anisleydy Galindo Martínez (6) | Pabellón: Gimnasio CEU Árbitros: Antonio Peña Javier Salazar Flavio Aguilar |  |

| 18 de junio, 20:00 | Regias de Santiago                                                                                    | 95–56                | Atléticas de Monterrey                                                                                               | Santiago, Nuevo León                       |  |
|                    | Parciales: 18-12, 20-9, 26-16, 31-19                                                                  |                      | |                                            |  |
|                    | Estadísticas Anisleydy Galindo Martínez (19) Yamara Amargo Delgado (7) Laura Daniela Montes Ortíz (7) | Reporte Pts Reb Asts | Estadísticas P. Estrada, Y. Rodríguez Jiménez (13) Yamile Mireya Rodríguez Jiménez (13) Lisdeyvi Martínez Valdéz (5) | Pabellón: Gimnasio Polivalente de Santiago |  |

###### (2)Lobas de Aguascalientesvs. (3) Teporacas de Chihuahua
| 11 de junio, 19:00 | Teporacas de Chihuahua                                                                                         | 81–85                | Lobas de Aguascalientes                                                                   | Chihuahua, Chihuahua                                                                         |  |
|                    | Parciales: 22-23, 18-17, 24-16, 11-19 (T.E.: 6-10)                                                             |                      |                                                                                           |                                                                                              |  |
|                    | Estadísticas Mabel Susana Martínez Coronado (22) M. Martínez, R. Marie Kehoe (10) Daniela María Soto Gómez (8) | Reporte Pts Reb Asts | Estadísticas Yayma Boulet Peillon (22) Yayma Boulet Peillon (11) Yayma Boulet Peillon (4) | Pabellón: Gimnasio Rodrigo M. Quevedo Árbitros: Andrés Esparza Miguel Aguayo Miguel Pallares |  |

| 18 de junio, 19:00 | Lobas de Aguascalientes                                                                     | 75–65                | Teporacas de Chihuahua                                                                                 | Aguascalientes, Aguascalientes                                                                      |  |
|                    | Parciales: 14-12, 19-12, 21-20, 21-21                                                       |                      | | |  |
|                    | Estadísticas Alexus Latrese Johnson (27) Yayma Boulet Peillon (10) A. Medina, Y. Boulet (2) | Reporte Pts Reb Asts | Estadísticas Daniela María Soto Gómez (23) Rachel Marie Kehoe (10) Carlota Martin Del Campo Blanco (5) | Pabellón: Gimnasio Norberto Mena Martínez Árbitros: Schubert Vallejo Martha De La Cruz Israel López |  |

#### Finales de Conferencia

##### Conferencia Nacional

###### (1) Mieleras de Guanajuato vs. (3) Escaramuzas de Jalisco
| 26 de junio, 17:00 | Escaramuzas de Jalisco                                                                           | 59–85                | Mieleras de Guanajuato                                                                     | Guadalajara, Jalisco                                                           |  |
|                    | Parciales: 11-24, 9-14, 17-24, 22-23                                                             |                      |                                                                                            |                                                                                |  |
|                    | Estadísticas Italivy Ramos Rodríguez (15) Chervelle Tequana Cox (15) Italivy Ramos Rodríguez (7) | Reporte Pts Reb Asts | Estadísticas Destiny Campbell (32) Ijeoma Uchendu (17) Brisa Margarita Silva Rodríguez (3) | Pabellón: Domo CODE Jalisco Árbitros: Lino Olmedo Federico Ortega Emanuel Ruíz |  |

| 2 de julio, 19:00 | Mieleras de Guanajuato                                                                      | 104–73               | Escaramuzas de Jalisco                                                                    | Guanajuato, Guanajuato                                                          |  |
|                   | Parciales: 29-19, 16-19, 28-16, 31-19                                                       |                      |                                                                                           |                                                                                 |  |
|                   | Estadísticas Destiny Campbell (28) Destiny Campbell (7) Brisa Margarita Silva Rodríguez (7) | Reporte Pts Reb Asts | Estadísticas Chervelle Tequana Cox (19) Joselyne Padilla (9) C. Tequana Cox, D. Villa (3) | Pabellón: La Colmena Árbitros: Jesús Alvarado Juan Pablo Sierra Fernando Junior |  |

##### Conferencia Mexicana

###### (1) Regias de Santiago vs. (2)Lobas de Aguascalientes
| 25 de junio, 19:00 | Lobas de Aguascalientes                                                                   | 61–69                | Regias de Santiago                                                                                     | Aguascalientes, Aguascalientes                                                                       |  |
|                    | Parciales: 23-26, 14-19, 16-6, 8-18                                                       |                      | | |  |
|                    | Estadísticas Yayma Boulet Peillon (17) A. Medina, A. Johnson (7) Yayma Boulet Peillon (4) | Reporte Pts Reb Asts | Estadísticas Anisleydy Galindo Martínez (17) S. Sánchez, N. López (8) Gabriela De La Rosa Elizondo (3) | Pabellón: Gimnasio Norberto Mena Martínez Árbitros: Schubert Vallejo Alonso Dena Guillermo Rodríguez |  |

| 2 de julio, 20:00 | Regias de Santiago                                                                                   | 77–78                | Lobas de Aguascalientes                                                                              | Santiago, Nuevo León                                 |  |
|                   | Parciales: 19-24, 17-19, 15-18, 26-17                                                                |                      | |                                                      |  |
|                   | Estadísticas A. Galindo, A. Millender (22) Anisleydy Galindo Martínez (10) Yamara Amargo Delgado (3) | Reporte Pts Reb Asts | Estadísticas Yayma Boulet Peillon (16) Yayma Boulet Peillon (9) Romina Isabel Rodríguez Torrelio (5) | Pabellón: Gimnasio Polivalente de Santiago Árbitros: |  |

| 3 de julio, 20:00 | Regias de Santiago                                                                                   | 79–75                | Lobas de Aguascalientes                                                                    | Santiago, Nuevo León                                 |  |
|                   | Parciales: 19-10, 24-21, 20-33, 16-11                                                                |                      |                                                                                            |                                                      |  |
|                   | Estadísticas Ashton Nicole Millender (30) Yamara Amargo Delgado (8) Gabriela De La Rosa Elizondo (5) | Reporte Pts Reb Asts | Estadísticas Yayma Boulet Peillon (29) Yayma Boulet Peillon (8) Justicia Mia Castañeda (6) | Pabellón: Gimnasio Polivalente de Santiago Árbitros: |  |

#### Final

###### (1CN) Mieleras de Guanajuato vs. (1CM) Regias de Santiago
| 9 de julio, 19:30 | Mieleras de Guanajuato                                                                     | 85–73                | Regias de Santiago                                                                            | Guanajuato, Guanajuato                                                              |  |
|                   | Parciales: 25-15, 25-17, 14-20, 21-21                                                      |                      |                                                                                               |                                                                                     |  |
|                   | Estadísticas Destiny Campbell (22) Ijeoma Uchendu (15) Brisa Margarita Silva Rodríguez (5) | Reporte Pts Reb Asts | Estadísticas Yamara Amargo Delgado (21) Yamara Amargo Delgado (6) Ashton Nicole Millender (5) | Pabellón: La Colmena Árbitros: Alejandro Sandoval Juan Pablo Sierra Fernando Junior |  |

| 10 de julio, 14:00 | Mieleras de Guanajuato                                                           | 77–64                | Regias de Santiago                                                                                       | Guanajuato, Guanajuato                                                          |  |
|                    | Parciales: 24-12, 16-16, 21-13, 16-23                                            |                      | |                                                                                 |  |
|                    | Estadísticas Destiny Campbell (30) Ijeoma Uchendu (15) M. Delgadillo, M. Gil (5) | Reporte Pts Reb Asts | Estadísticas Anisleydy Galindo Martínez (15) Anisleydy Galindo Martínez (10) Ashton Nicole Millender (4) | Pabellón: La Colmena Árbitros: Jesús Alvarado Alfredo Gutiérrez Manuel Espinoza |  |

| 16 de julio, 20:00 | Regias de Santiago                                                                                    | 85–68                | Mieleras de Guanajuato                                                                      | Santiago, Nuevo León                                                                           |  |
|                    | Parciales: 22-13, 17-19, 15-21, 31-15                                                                 |                      |                                                                                             |                                                                                                |  |
|                    | Estadísticas Ashton Nicole Millender (29) L.D. Montes, A.N. Millender (5) Ashton Nicole Millender (6) | Reporte Pts Reb Asts | Estadísticas Destiny Campbell (23) Destiny Campbell (8) Brisa Margarita Silva Rodríguez (6) | Pabellón: Gimnasio Polivalente de Santiago Árbitros: Miguel Sosa Flavio Aguilar Javier Salazar |  |

| 17 de julio, 13:00 | Regias de Santiago                                                                                      | 79–78                | Mieleras de Guanajuato                                                                       | Santiago, Nuevo León                                                                         |  |
|                    | Parciales: 10-20, 28-15, 17-19, 24-24                                                                   |                      |                                                                                              |                                                                                              |  |
|                    | Estadísticas Ashton Nicole Millender (27) Laura Daniela Montes Ortiz (9) Laura Daniela Montes Ortiz (6) | Reporte Pts Reb Asts | Estadísticas Akilah Bethel (23) Ijeoma Uchendu (16) Martha Alejandra Castillo Delgadillo (5) | Pabellón: Gimnasio Polivalente de Santiago Árbitros: Javier Salazar Esteban Cruz Miguel Sosa |  |

| 23 de julio, 19:30 | Mieleras de Guanajuato                                                                     | 87–63                | Regias de Santiago                                                                                    | Guanajuato, Guanajuato                                                           |  |
|                    | Parciales: 27-11, 19-11, 20-21, 21-20                                                      |                      | |                                                                                  |  |
|                    | Estadísticas Destiny Campbell (30) Ijeoma Uchendu (15) Brisa Margarita Silva Rodríguez (6) | Reporte Pts Reb Asts | Estadísticas Ashton Nicole Millender (20) Sandra Anahy Sánchez Paz (6) Anisleydy Galindo Martínez (3) | Pabellón: La Colmena Árbitros: Alejandro Sandoval Jesús Alvarado Manuel Espinoza |  |

### Juego de Estrellas
El Juego de Estrellas 2022 se realizó el sábado 16 de abril en el Auditorio Municipal de Yerbabuena de Guanajuato, casa de las Mieleras de Guanajuato.
En un gran ambiente de fiesta, la Conferencia Mexicana se llevó la victoria 87-84 sobre la Nacional.
Kala Green resultó la MVP del juego debido a su colaboración a la ofensiva en especial con tiros de 3, control del balón y aporte defensivo (21 puntos, 5 asistencias y 5 rebotes; con el 54 % de sus tiros de campo encestados).

#### Equipos
| Nombre                                               | Equipo                  | Pos              |                  |
| Quinteto Inicial                                     | Quinteto Inicial        | Quinteto Inicial | Quinteto Inicial |
| ---------------------------------------------------- | ----------------------- | ---------------- | ---------------- |
| 3 Yayma Boulet Peillon                               | Lobas de Aguascalientes | C                |                  |
| 4 Andrea Medina Tostado                              | Lobas de Aguascalientes | SF               |                  |
| 5 Carlota Martin Del Campo Blanco                    | Teporacas de Chihuahua  | PG               |                  |
| 6 Viviana Marie Vazquez Magaña                       | Teporacas de Chihuahua  | SG               |                  |
| 11 Kala Alexandria Green                             | Leñadoras de Durango    | SG               |                  |
| Reservas                                             |                         |                  |                  |
| 1 Narda Dominique López Copado                       | Regias de Santiago      | PF               |                  |
| 2 Mabel Susana Martinez Coronado                     | Teporacas de Chihuahua  | SG               |                  |
| 7 Brittany Brianna Byrd                              | Algodoneras de Torreón  | SF               |                  |
| 8 Claudia Cristina Mejía Hernández                   | Algodoneras de Torreón  | PG               |                  |
| 9 Mónica Lizeth Delgado Corona                       | Atléticas de Monterrey  | SG               |                  |
| 10 Abril Reyes Roldán                                | Atléticas de Monterrey  | PG               |                  |
| 12 Leyda Susana Macías Burgos                        | Racers de Saltillo      | PG               |                  |
| Entrenador: Óscar Espitia Lerma (Regias de Santiago) |                         |                  |                  |
| Asistente: César Carreón (Lobas de Aguascalientes)   |                         |                  |                  |

| Nombre                                                    | Equipo                  | Pos              |                  |
| Quinteto Inicial                                          | Quinteto Inicial        | Quinteto Inicial | Quinteto Inicial |
| --------------------------------------------------------- | ----------------------- | ---------------- | ---------------- |
| 1 Brisa Margarita Silva Rodríguez                         | Mieleras de Guanajuato  | SG               |                  |
| 2 Destiny Campbell                                        | Mieleras de Guanajuato  | PF               |                  |
| 5 Johana Morán                                            | Escaramuzas de Jalisco  | SG               |                  |
| 6 Italivy Ramos Rodríguez                                 | Escaramuzas de Jalisco  | SG               |                  |
| 8 Megan Nicole García                                     | Barreteras de Zacatecas | PG               |                  |
| Reservas                                                  |                         |                  |                  |
| 3 Brenda Angélica Salazar Avendaño                        | Mexcaltecas de Nayarit  | PG               |                  |
| 4 Mónica Alexia Cuevas Araujo                             | Mexcaltecas de Nayarit  | SF               |                  |
| 7 Mónica Moguel Farrera                                   | Barreteras de Zacatecas | PF               |                  |
| 9 Clenia Noblet Salazar                                   | Quetzales Sajoma        | C                |                  |
| 10 Estela Gutiérrez                                       | Quetzales Sajoma        | SF               |                  |
| 11 Jessica Fairweather                                    | Las Plebes de Mazatlán  | SF               |                  |
| 12 Lucero Náñez León                                      | Phoenix de Monterrey    | SF               |                  |
| Entrenador: José Carlos Villegas (Mieleras de Guanajuato) |                         |                  |                  |
| Asistente: Carlos Gorosito (Escaramuzas de Jalisco)       |                         |                  |                  |

 =  Cuenta con nacionalidad mexicana. 

#### Concurso de Habilidades
| Pos | Jugador                              | Equipo                  | 1ª Ronda |
| --- | ------------------------------------ | ----------------------- | -------- |
| SF  | Tania García Rodríguez               | Quetzales Sajoma        | 31.57s   |
| SG  | Martha Alejandra Castillo Delgadillo | Mieleras de Guanajuato  | 37.98s   |
| PG  | Megan Nicole García                  | Barreteras de Zacatecas | 48.35s   |
| SG  | Katia Itzel Mendoza Martínez         | Racers de Saltillo      | 49.50s   |
| PG  | María Fernanda Fausto Gracia         | Leñadoras de Durango    | 53.75s   |
| PG  | Janeth Ramírez Mendoza               | Lobas de Aguascalientes | 54.97s   |
| PG  | Doris Lasso Pérez                    | Escaramuzas de Jalisco  | 58.61s   |

|  | Semifinales | Semifinales     | Semifinales |                 |              | Final | Final | Final |  |
|  |             |                 |             |                 |              |       |       |       |  |
|  |             |                 |             |                 |              |       |       |       |  |
|  | 1           | Tania García    |             |                 |              |       |       |       |  |
|  | 1           | Tania García    |             |                 |              |       |       |       |  |
|  | 4           | Katia Mendoza   |             |                 |              |       |       |       |  |
|  | 4           | Katia Mendoza   |             | 1               | Tania García |       |       |       |  |
|  |             |                 |             | 1               | Tania García |       |       |       |  |
|  |             |                 | 2           | Martha Castillo |              |       |       |       |  |
|  | 2           | Martha Castillo | 2           | Martha Castillo |              |       |       |       |  |
|  | 2           | Martha Castillo |             |                 |              |       |       |       |  |
|  | 3           | Megan Nicole    |             |                 |              |       |       |       |  |
|  | 3           | Megan Nicole    |             |                 |              |       |       |       |  |
|  |             |                 |             |                 |              |       |       |       |  |

#### Concurso de Triples
| Pos | Jugador                           | Equipo                  | 1ª Ronda | Semifinal | Desempate | Final |
| --- | --------------------------------- | ----------------------- | -------- | --------- | --------- | ----- |
| SF  | Mayra Gil Ramírez                 | Mieleras de Guanajuato  | 10       | 13        | 7         | 20    |
| SG  | Mabel Susana Martinez Coronado    | Teporacas de Chihuahua  | 13       | 14        | -         | 13    |
| SF  | Estela Gutiérrez                  | Quetzales Sajoma        | 9        | 13        | 7         | 13    |
| SF  | Brittany Brianna Byrd             | Algodoneras de Torreón  | 12       | 13        | 6         | DNQ   |
| SF  | Andrea Medina Tostado             | Lobas de Aguascalientes | 7        | DNQ       |           |       |
| SF  | Nayeli Alejandra Ortíz Suárez,    | Escaramuzas de Jalisco  | 7        | DNQ       |           |       |
| PG  | Alma Delfina Domínguez Magallanez | Barreteras de Zacatecas | 5        | DNQ       |           |       |

 =  Cuenta con nacionalidad mexicana. 